# Roerdalen
Roerdalen (Limburgués: Roerdale) es una ciudad y municipio de la provincia de Limburgo, en el sudeste de los Países Bajos. El río Roer pasa por la ciudad.
Roerdalen tuvo fundación el 1 de enero de 1991 con la fusión de los antiguos municipios Melick en Herkenbosch y Vlodrop. Su actual nombre lo recibió en 1993.
El 1 de enero de 2007, Roerdalen se fusiona con el municipio de Ambt Montfort pero debido a la falta de propuestas de nombre, conserva su nombre actual.

## Topografía
Mapa topográfico de la ciudad de Roerdalen, Junio 2015